# Dikilí Tas

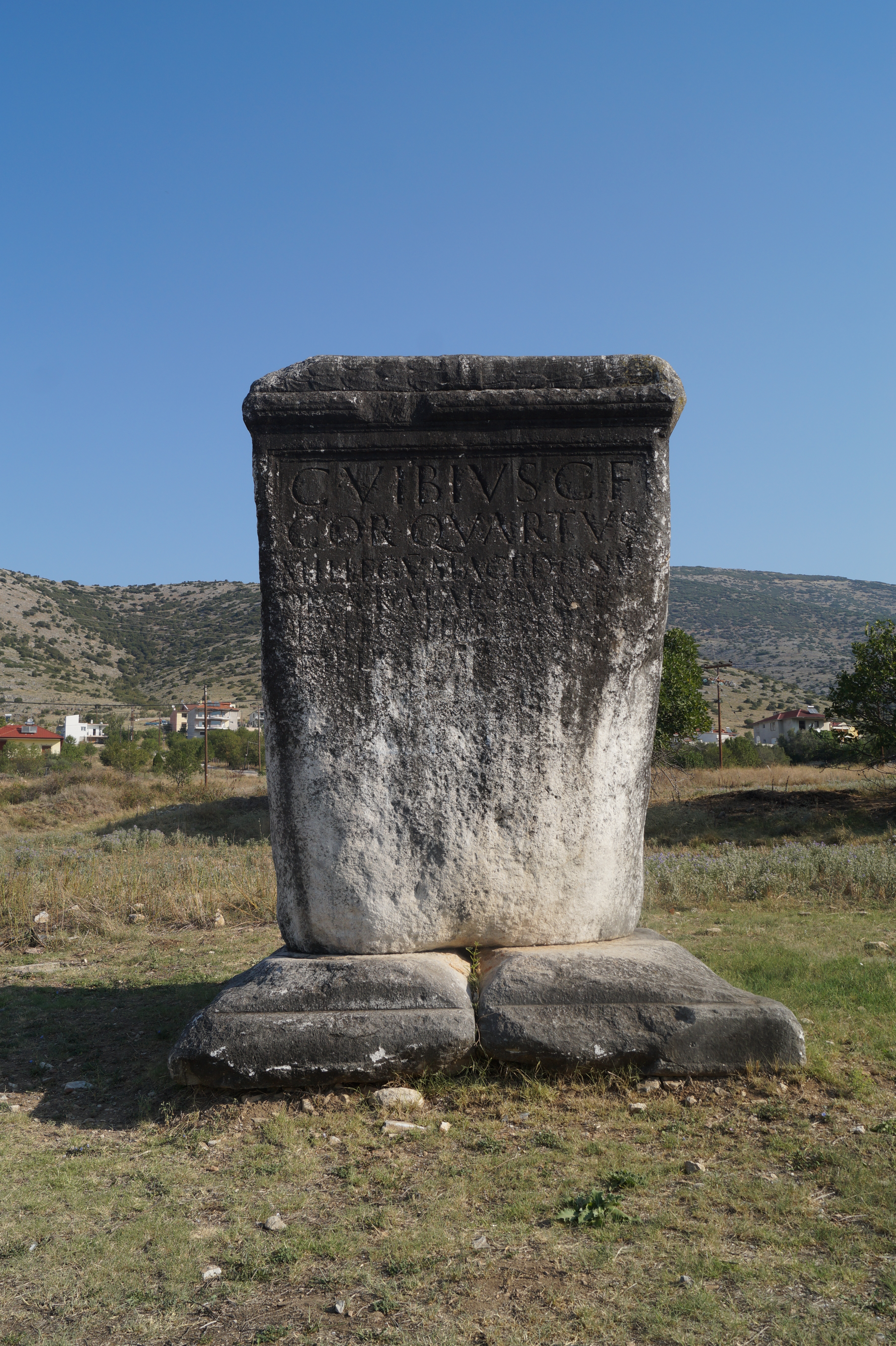
Monumento funerario de Caius Vibius.

Dikilí Tas (en griego, Ντικιλί Τας) es un yacimiento arqueológico de Grecia ubicado en la región de Macedonia Oriental, a unos 2 km de la antigua ciudad de Filipos. En él se han realizado importantes hallazgos prehistóricos, tanto del Neolítico, como de la Edad del Bronce. Además, también se han encontrado restos de los periodos helenístico y romano. Una torre bizantina está ubicada en la parte más alta del emplazamiento.
El nombre de Dikilí Tash tiene su origen en la época de dominación otomana y significa «piedra en pie», en referencia a un monumento funerario de época romana que se halla cerca del yacimiento arqueológico. Este monumento, cuya inscripción indica que fue erigido en honor de Caius Vibius, un militar romano, era mencionado por viajeros desde el siglo XV. Carl Blegen y Francis Bertram Welch identificaron el lugar como prehistórico debido a la presencia de cerámica dispersa allí.

## Ubicación
Se encuentra ubicado en la llanura de Drama. Puesto que estaba rodeado de montañas, antiguamente había un lago en el lugar, que se desecó entre 1931 y 1940. El emplazamiento gozaba de condiciones muy favorables como abundantes manantiales de agua y tierras fértiles. Además, dominaba un paso entre montañas que servía de ruta de comunicación entre las dos partes de la llanura.

## Excavaciones
Las excavaciones han sido realizadas por miembros de la Escuela Francesa de Atenas y de la Sociedad Arqueológica de Atenas. Las primeras fueron realizadas por Louis Renaudin, entre 1920 y 1922, pero las principales campañas de excavación se han llevado a cabo en tres programas de investigación: entre 1961 y 1975, bajo la dirección de Jean Deshayes y Dimitrios Teojaris; entre 1986 y 1996, dirigidas por Jaido Koukouli-Jrysantaki y René Treuil y a partir de 2008, bajo la supervisión de Pascal Darcque, Jaidou Koukouli-Jrysantaki, Dimitra Malamidou y Zoi Tsirtsoni.

### Asentamientos neolíticos

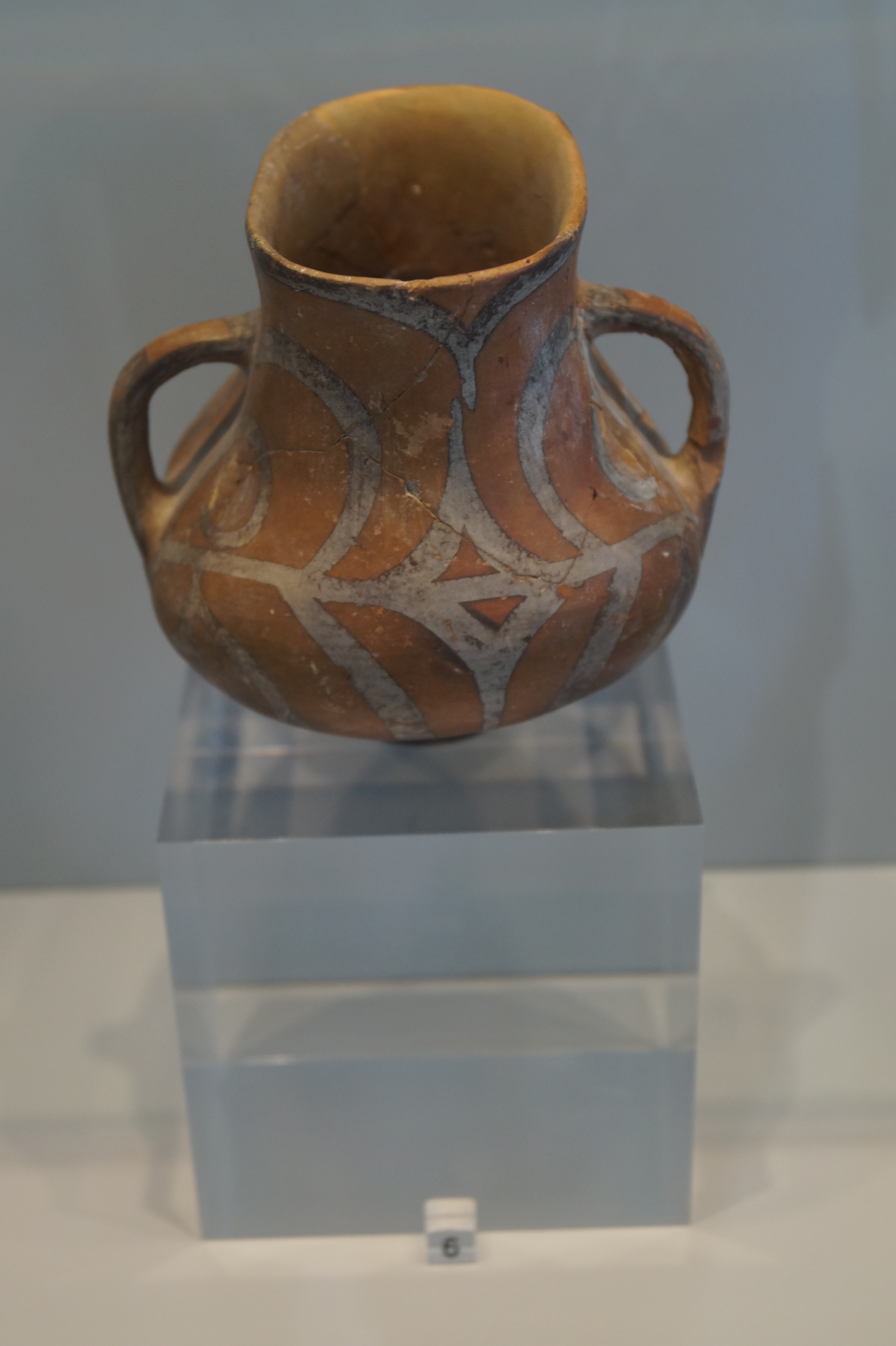
Vaso del neolítico tardío II, Museo Arqueológico de Filipos.

Las primeras fases de ocupación del asentamiento se fechan en torno a mediados del séptimo milenio a. C. En el Neolítico Reciente I hubo un periodo de habitación destacado, en torno a 5200-4800 a. C. La capa estratigráfica correspondiente indica la presencia de espacios de tránsito entre las casas, así como de una especie de patio donde se realizaron actividades de almacenamiento y de preparación de alimentos para comer. 
Por otra parte, en el Neolítico Reciente II (4700-4300/4200 a. C.), la capa estratigráfica es más fina que la anterior pero la extensión del asentamiento aumentó. 
Se han encontrado objetos tales como herramientas, cucharas, piezas de cerámica con un agujero en el medio, pesas de telar y sellos. Las joyas se realizaban con piedra, hueso, arcilla y conchas marinas. Además, es singular un cuenta de cobre del Neolítico Reciente I. Los recipientes que se han conservado, cuyas funciones eran de almacenamiento y filtrado de alimentos, o de preparación de fragancias, estaban hechos de arcilla o piedra. Los de cerámica fueron fabricados en el entorno del asentamiento, pero en cambio no está probado que los de piedra se fabricaran allí. Por otra parte, se han hallado figurillas zoomórficas, antropomórficas y objetos en miniatura que representaban muebles, casas y otras estructuras, a veces decorados.

### Asentamientos de la Edad del Bronce

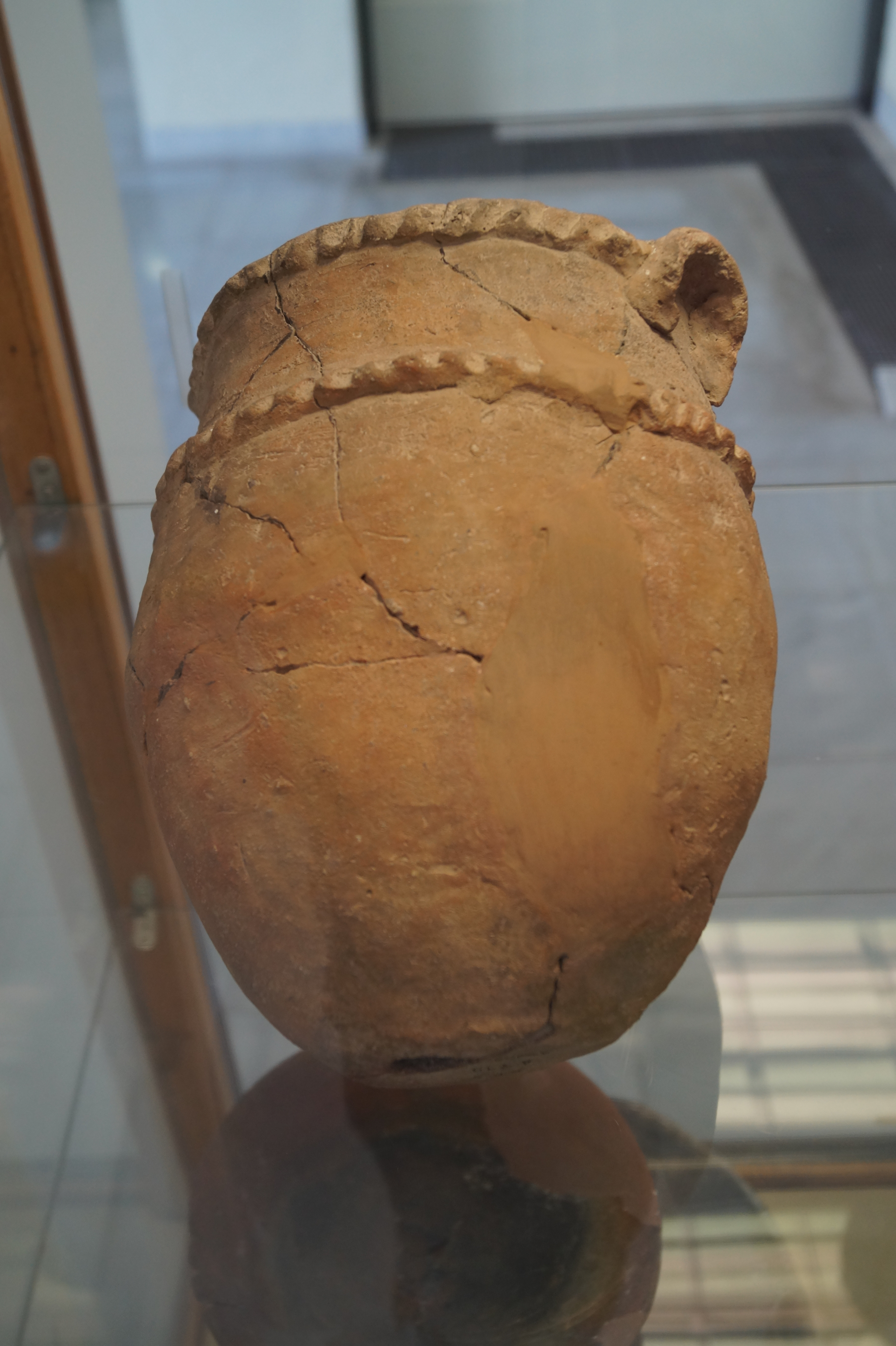
Recipiente del heládico temprano, Museo Arqueológico de Kavala.

En la Edad del Bronce temprano, el área habitada fue también bastante amplia. Entre las casas, es destacable una de ellas, de plano rectangular de más de 10 m de largo y anchura desconocida. Las paredes se hacían con tierra batida sobre una estructura de madera. La base era de piedra. Entre los hallazgos, se encuentran nuevas formas de piezas de cerámica, así como pesas de telar.
Del Heládico Reciente IIIC (1200-1150 a. C.) se ha encontrado un cuchillo de bronce y un recipiente con decoración micénica. Se desconoce la fecha de abandono del asentamiento pero parece que quedó sin actividad alguna desde el final de este periodo hasta el siglo IV a. C.

### Periodos históricos
Hacia el 360 a. C. colonos de Tasos fundaron la cercana ciudad de Crénides. De este periodo se encuentran en Dikilí Tas algunas monedas y piezas de cerámica pero no hay indicios de ninguna construcción. De la época romana tampoco se observa la presencia de ningún edificio, pero sí hay indicios de que se llevó a cabo una limpieza del lugar. La torre bizantina que ocupa la parte superior de Dikilí Tas, relacionada con un periodo de auge de la ciudad de Filipos, probablemente fue erigida en el siglo X. Fue destruida en el siglo XIII o XIV.